# Друштвени медији
Друштвени медији се најчешће дефинишу као обиље нових извора онлајн информација које се стварају, иницирају, циркулишу и користе од стране потрошача с намером да међусобно размењују информације о производима, маркама, услугама, особеностима и специфичностима. Обухватају бројне и веома разноврсне медије, као што су блогови од стране компаније спонзорисани одбори за дискусију, собе за четовање, мејл, веб-сајтовима и форуми потрошача за рангирање производа и услуга, Интернет одбори и форуми за дискусију, блогови (сајтови који садрже дигитални аудио, слике, филмове или фотографије), друштвених мрежних веб сајтова.

Веома је битно разграничити разлику између класичних и друштвених медија.
Класични медији представљају традиционални вид информисања јавности, и више су заступљени од нових медија, али тај однос се рапидно мења из дана у дан. Један од разлога те разлике у заступљености, је управо интернет образовање и генерално неједнака покривеност интернетом у земљи. Урбане средине углавном имају брз и релативно сигуран приступ интернету што преко ADSL, кабловског, или бежичним путем, преко WI-FI конекције. Данас је мало таквих који још увек користе dial-up, или модемски приступ, који је веома спор и притом прилично скуп.
Друштвени медији представљају места окупљања људи са сличним интересима. Тако се стварају виртуалне заједнице људи окупљених око одређених тема и информација на конкретној веб локацији, од академских, до хобија и разоноде.

## Историјат друштвених мрежа
Све ово почиње још далеко у прошлост у древној Персији. Наставља се проналаском телеграфа у Француској који је допринео социјализацији и повећању комуникације међу људима, 1890. године појавом радија и телевизије настаје прва револуција у информисању. Све до појаве интернета седамдесетих година прошлог века није постојала права интерактивност, и медиј који повезује велики број корисника. Један од првих који је заживео на интернету је сервис за слање и примање електронске поште мејл. Данас имамо резултат да је e-пошта један од најбитнијих комуникационих алата, и неизбежан део пословне коресподенције. Развојем интернет окружења уследила је права експанзија разних сервиса који данас углавном чине историју Интернета. Ови сервиси су приказани на средишњем делу линије, а они су Napster, Jusnet, BBC, све до појаве википедије и појаве првих блогова сервиса крајем деведесетих година. Мајспејс је једна од првих популарнијих друштвених мрежа која је веома заступљена широм света, затим и Second Life. Однедавно су се појавиле нове друштвене мреже фејсбук, Твитер, Јутјуб, Фликер. Правилном комбинацијом коришћења ових сервиса, као и одговарајућим таргетирањем тржишта добијају се ефикасни маркетиншки резултати. Због своје широке распрострањености и експанзије друштвени медији се користе у разне сврхе. Готово је незамисливо да особе које се баве маркетингом, медијима, комуникацијом, или односима са јавношћу нису присутни на њима.

## Анализа друштвених мрежа
Друштвена мрежа је друштвена структура коју чине чворови (који су уопштено појединци или организација) повезани једном или више међузависности, као што су вредности, визије, идеје, финансијски интереси, пријатељство, сличности, различитост, конфликт, куповина, повезаност преко веба. Резултат структуре често може да буде веома комплексан. Чворови су индивидуални актери унутар мреже, а веза су релације између актера. Може да буде више различитих веза између чворова. Ови концепти се често приказују у виду дијаграма друштвених мрежа где су чворови - тачке, а веза - линија.
Друштвене мреже не треба мешати са сервисима за друштвене мреже као сто су Мајспејс, Оркут, Фејсбук, Нинг итд. или са виртуалним заједницама.
Анализа друштвене мреже посматра друштвену релацију у терминима чворова и веза. Чворови су индивидуални актери унутар мреже, а веза су релација између актера. Хибридне мреже могу вредновати податке битнијих учесника који нису директно укључени у анализу. Примера ради запослени у компанији често раде са консултантима који нису радници фирме, а било би корисно и њих у процес прикупљања података потребних за анализу.

## Карактеристике друштвених медија
Разумевање карактеристика друштвених мрежа је следећи корак који треба савладати да би их успешно користили. Јако је битно разграничити принцип функционисања ових медија да би што боље употребили њихове предности.
Предности друштвених мрежа су:
1. Партиципација - односно приступ или учешће у друштвеним медијима је веома распрострањено и широко. Ови медији су са технолошког аспекта веома сложени, док су са корисничког веома једноставни, и пројектовани тако да буду веома једноставни и универзално применљиви.
2. Транспарентност - са аспекта транспарентности и отворености ка садржају друштвени медији су веома транспарентни, јер је цео садржај на њима јаван или приступачан свим корисницима.
3. Фокус на заједницама - цела прича се базира на креирању одређених група, од циљних до група људи са одређеним заједничким интересовањем. Дакле овакве групе се преко друштвених медија веома лако се креирају.
4. Корисничке могућности - манифестују се у томе сто корисници сада могу да реагују на садржај, тј. да изнесу своје мишљење и коментаре. Реакције корисника могу бити гласовне приликом неког гласања, и могу бити оцене или реакције.
5. Конверзација - има веома развијену комуникацију међу корисницима. Поред квалитетне комуникације, омогућено је једноставно дељење садржаја међу корисницима, тако да се неки садржај веома брзо може решити и проследити осталим корисницима. Конверзација преко порука је омогућена на великом броју друштвених медија. Ове поруке могу бити јавне које могу видети остало пријатељи или корисници, а могу бити приватне, затвореног типа у приватној конверзацији.
6. Глобална повезаност - предност друштвених медија је да ваш садржај за веома кратко време може видети велико број људи. Све ово се одвија путем гранања међу корисницима и путем коришћења више различитих медијских канала. Повезивање се може одвијати на два начина, једноставним линковањем ка другом сајту и дељењем међу другим сајтовима. На овај начин ствара се глобална повезаност међу корисницима широм света на веома ефикасан начин.

## Врсте друштвених медија
Када смо код подела друштвених медија, постоје разне поделе, врсте и подврсте ових медија.
Основна подела друштвених медија је на:
1. Блогове
2. Виртуелне светове
3. Друштвене мреже